# Пузыревский, Ян Юльевич
Ян Юльевич Пузыре́вский (30 декабря 1970, Москва — 3 апреля 1996, там же) — советский актёр театра и кино.

## Биография
Родился 30 декабря 1970 года в Москве. Первую роль в кино сыграл в 14-летнем возрасте, к 20 годам принял участие в съёмках восьми картин (наиболее известная его роль — Кай из «Тайны Снежной королевы»). Окончил Щукинское училище, работал в Московском молодёжном театре и в Театре на Таганке.
Женился в 18 лет, но брак оказался неудачным, и супруги решили развестись. 
3 апреля 1996 года Пузыревский пришёл в квартиру к жене, с которой он к тому времени жил раздельно, чтобы повидаться с их полуторагодовалым сыном Иштваном, после чего взял его на руки и выпрыгнул вместе с ним из окна 12-го этажа. Ребёнок остался жив, зацепившись за ветви деревьев и получив закрытую черепно-мозговую травму и перелом руки и ноги, однако сам Ян разбился насмерть, ему было 25 лет. Похоронен на Ваганьковском кладбище.
Пузыревскому посвящён выпуск программы «Пусть говорят» от 5 октября 2011 года — «Покаяние за Кая», в котором приняли участие близкие друзья Пузыревского и его сестра Ольга, приехавшая из Италии.

## Семья

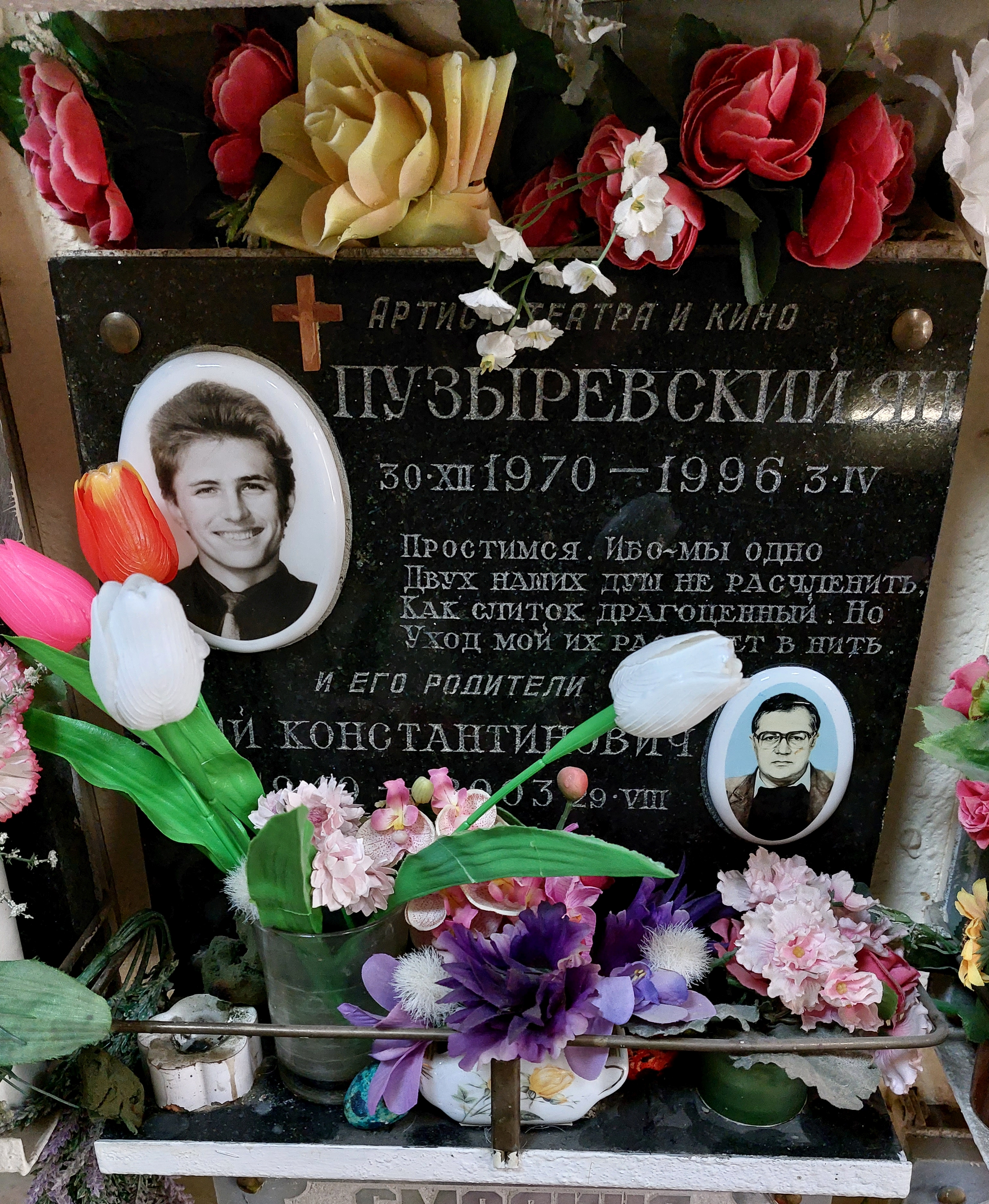
Плита Яна Пузыревского и его отца Юлия Константиновича в колумбарии Ваганьковского кладбища

Отец — Юлий Константинович (1940—2003). Мать — Александра Николаевна. Сестра (от 1-го брака матери) — Ольга Шелковникова, замужем за итальянцем, живёт в Риме. Бывшая жена Людмила училась с Яном в одной школе, ныне живёт с сыном во Франции.

## Фильмография
- 1984 — Осенний подарок фей — Принц
- 1985 — Господин гимназист
- 1986 — Была не была — Птицын
- 1986 — Вера
- 1986 — Тайна Снежной королевы — Кей
- 1988 — Публикация — Вадим Руднев
- 1989 — Авария — дочь мента — Принципиальный одноклассник
- 1990 — Адвокат (Убийство на Монастырских прудах) — Олег Чепцов